# Liste von Autoren/M

## Ma
Amin Maalouf (* 1949)
Michael Maar (* 1960)
Paul Maar (* 1937)
Rozena Maart (* 1962)
Walter Maas (1900–1981)
Joachim Maass (1901–1972)
Donagh MacDonagh (1912–1968)
George MacDonald (1824–1905)
Marianne MacDonald (1934–2019)
Ross Macdonald (1915–1983)
Niccolò Machiavelli (1469–1527)
John Henry Mackay (1864–1933)
Compton Mackenzie (1883–1972)
Bernard MacLaverty (* 1942)
Archibald MacLeish (1892–1982)
Charlotte MacLeod (1922–2005)
Ian R. MacLeod (* 1956)
Ken MacLeod (* 1954)
Louis MacNeice (1907–1963)
Terence MacSwiney (1879–1920)
Deirdre Madden (* 1960)
Richard Robert Madden (1798–1886)
Haki R. Madhubuti (* 1942)
Madonna (* 1958)
Hubert Maessen (1947–2015)
Maurice Maeterlinck (1862–1949)
Perihan Mağden (* 1960)
Maurizio Maggiani (* 1951)
Magor (Pseudonym; 1944–2011)
Claudio Magris (* 1939)
Nagib Mahfuz (1911–2006)
Albert Mähl (1893–1970)
Regina Mahlmann (* 1959)
Josef Mahlmeister (* 1959)
Derek Mahon (1941–2020)
Margaret Mahy (1936–2012)
Andreas Maier (* 1967)
Franz Georg Maier (1926–2014)
Norman Mailer (1923–2007)
Ella Maillart (1903–1997)
Peter Maiwald (1946–2008)
Geert Mak (* 1946)
Mahmut Makal (1930–2018)
Bernard Malamud (1914–1986)
Curzio Malaparte (1898–1957)
Janet Malcolm (1934–2021)
Henri Maldiney (1912–2013)
Luigi Malerba (1927–2008)
Helmut Maletzke (1920–2017)
Léo Malet (1909–1996)
Judith Malina (1926–2015)
Rainer Malkowski (1939–2003)
Lore Mallachow (1894–1973)
Stéphane Mallarmé (1842–1898)
Bernhard Elis Malmström (1816–1865)
André Malraux (1901–1976)
Heinrich von Maltzan (1826–1874)
Jean-Patrick Manchette (1942–1995)
Giorgio Manganelli (1922–1990)
Andrew Mango (1926–2014)
Cyril Mango (1928–2021)
Henning Mankell (1948–2015)
Erika Mann (1905–1969)
Frido Mann (* 1940)
Golo Mann (1909–1994)
Heinrich Mann (1871–1950)
Klaus Mann (1906–1949)
Michael Mann (1919–1977)
Thomas Mann (1875–1955)
Olivia Manning (1911–1980)
Jaime Manrique (* 1949)
Barbara Mansion (1961–2022)
Ahmad Mansour (* 1976)
Hilary Mantel (1952–2022)
Jürgen Manthey (1932–2018)
Manning Marable (1950–2011)
Sándor Márai (1900–1989)
Dacia Maraini (* 1936)
Félicien Marceau (1913–2012)
Philip Marchand (* 1946)
Marie Marcks (1922–2014)
Eric Marcus (* 1958)
Hugo Marcus (1880–1966)
Sharon Marcus (* 1966)
Herbert Marcuse (1898–1979)
Ludwig Marcuse (1894–1971)
Peter Marginter (1934–2008)
Alfred Margul-Sperber (1898–1967)
Giwi Margwelaschwili (1927–2020)
Javier Marías (1951–2022)
Alexandra Marinina (* 1957)
Bernard Maris (1946–2015)
Petros Markaris (* 1937)
Hubert Markl (1938–2015)
Laurie J. Marks (* 1957)
Daphne Marlatt (* 1942)
Christopher Marlowe (1564–1593)
Monika Maron (* 1941)
John Phillips Marquand (1893–1960)
Odo Marquard (1928–2015)
Ngaio Marsh (1895–1982)
Bruce Marshall (1899–1987)
Yann Martel (* 1963)
Harald Martenstein (* 1953)
Kurt Marti (1921–2017)
Del Martin (1921–2008)
Emer Martin (* 1968)
Michael Martin (1932–2015)
Paul C. Martin (1939–2020)
Ralf-Peter Märtin (1951–2016)
Carlo Maria Martini (1927–2012)
Anke Martiny (1939–2016)
Siegfried Maruhn (1923–2011)
Arthur Marx (1921–2011)
Karl Marx (1818–1883)
Dionys Mascolo (1916–1997)
John Masefield (1878–1967)
Dorota Masłowska (* 1983)
François Maspero (1932–2015), FR
Hans-Jürgen Massaquoi (1926–2013)
Jeffrey Masson (* 1941)
Richard Matheson (1926–2013), US
Sulejman Mato (* 1941)
Hisako Matsubara (* 1935)
Peter von Matt (1937–2025)
Philip Mattar (* 1944)
Gert Mattenklott (1942–2009)
Gundel Mattenklott (1945–2024)
Bernd Matthies (* 1953)
Peter Matthiessen (1927–2014), US
Siegfried Mattl (1954–2015), AT
Charles Robert Maturin (1782–1824)
Ana María Matute (1925–2014), ES
Volker Mauersberger (1939–2021), D/ES
William Somerset Maugham (1874–1965), GB
Robin Maugham (1916–1981), GB
Guy de Maupassant (1850–1893)
Armistead Maupin (* 1944)
Paolo Maurensig (1943–2021)
André Maurois (1885–1967)
William Maxwell (1908–2000), US
Doro May (* 1953)
Karl May (1842–1912)
Ruth von Mayenburg (1907–1993)
Frederick Mayer (1921–2006)
Hans Mayer (1907–2001)
Friederike Mayröcker (1924–2021), AT

## Mb
Achille Mbembe (* 1957)

## Mc
Scott McBain (* 1960)
Patrick McCabe (* 1955)
Colum McCann (* 1965)
John McCann (1905–1980)
Cormac McCarthy (1933–2023)
James G. McCarthy (* 1952)
Mary McCarthy (1912–1989)
Frank McCourt (1930–2009)
Malachy McCourt (1931–2024)
Barry McCrea (* 1974)
Carson McCullers (1917–1967)
Colleen McCullough (1937–2015)
Val McDermid (* 1955)
Martin McDonagh (* 1970)
Nick McDonell (* 1984)
Ian McEwan (* 1948)
John McGahern (1934–2006)
Jon McGregor (* 1976)
Frank McGuinness (* 1953)
Maureen F. McHugh (* 1959)
William McIlvanney (1936–2015)
Mary Susan McIntosh (1936–2013)
David McKee (1935–2022)
Suzy McKee Charnas (1939–2023)
Barry McKinnon (1944–2023)
Lois McMaster Bujold (* 1949)
Terrence McNally (1938–2020)
Anna McPartlin (* 1972)
Conor McPherson (* 1971)
George McWhirter (* 1939)

## Md
- Zakes Mda (* 1948), ZA

## Me
Marijane Meaker (1927–2022)
Angelika Mechtel (1943–2000)
Mechthild von Magdeburg (≈1207–1282)
Christoph Meckel (1935–2020)
Abdelwahab Meddeb (1946–2014)
Charles L. Mee (* 1938)
Klaus Meffert
Max Meffert
Walter Mehring (1896–1981)
Gerhard Meier (1917–2008)
Jörg Otto Meier (* 1950)
Mischa Meier (* 1971)
Pedro Meier (* 1941)
Thomas Meinecke (* 1955)
Tobias O. Meissner (* 1967)
Ernst Meister (1911–1979)
Kurt Meister (1901–1961)
Philipp Melanchthon (1497–1560)
Digne Meller Marcovicz (1934–2014)
Herman Melville (1819–1891)
Andreas Melzer (* 1960), D
Albert Memmi (1920–2020)
Robert Menasse (* 1954)
Daniel Mendelsohn (* 1960)
Moses Mendelssohn (1729–1786)
José Mendiluce Pereiro (1951–2015)
Eduardo Mendoza (* 1943)
Luigi Meneghello (1922–2007)
Otto Mensing (1868–1939)
Stavros Mentzos (1930–2015)
Pascal Mercier (1944–2023)
Sophie Mereau (1770–1806)
George Meredith (1828–1909)
William Meredith (1919–2007)
Nezihe Meriç (1925–2009)
İbrahim Abdülkadir Meriçboyu (1917–1985)
James Merrill (1926–1995)
Judith Merkle Riley (1942–2010)
Robert Merle (1908–2004)
Mark Merlis (1950–2017)
Fatima Mernissi (1940–2015)
Michael Merschmeier (* 1953)
Peter Merseburger (1928–2022)
Klaus Mertes (* 1954)
Samuel Merwin (1874–1936)
Gerhard Merz  (* 1945)
Konrad Merz (1908–1999)
Meshullam ben Menahem da Volterra (15. Jahrhundert)
Charlotte Mew (1869–1928)
Joanne Meyerowitz (* 1954)
Benno Meyer-Wehlack (1928–2014)
Clemens Meyer (* 1977)
Conrad Ferdinand Meyer (1825–1898)
Detlev Meyer (1950–1999)
Kai Meyer (* 1969)
Gustav Meyrink (1868–1932)

## Mi
Léonora Miano (* 1973)
Rolf Michaelis (1933–2013)
Anne Michaels (* 1958)
Nikolai von Michalewsky (1931–2000)
Sergei Michalkow (1913–2009)
Henri Michaux (1899–1984)
Oscar Micheaux (1884–1951)
Karl Markus Michel (1929–2000)
Michelangelo (1475–1564)
Tilde Michels (1920–2012)
Ivo Michiels (1923–2012)
Karl Mickel (1935–2000)
Adam Mickiewicz (1798–1855)
Wolfgang Mieder (* 1944)
Max Miedinger (1910–1980)
Ulf Miehe (1940–1989)
Thomas R. P. Mielke (1940–2020)
Fritz Mierau (1934–2018)
Manfred Miethe (* 1950)
Kálmán Mikszáth (1847–1910)
Margaret Millar (1915–1994)
Edna St. Vincent Millay (1892–1950)
Alice Miller (1923–2010)
Arthur Miller (1915–2005)
Grazyna Miller (1957–2009)
Henry Miller (1891–1980)
Neil Miller (* 1945)
Susanne Miller (1915–2008)
Kate Millett (1934–2017), US
Lucy Millowitsch (1905–1990)
Peter Millowitsch (* 1949)
Magnus Mills (* 1954)
Alan Alexander Milne (1882–1956)
John Milton (1608–1674)
Anthony Minghella (1954–2008)
Nils Minkmar (* 1966)
André Miquel (1929–2022), FR
Yukio Mishima (1925–1970)
Pankaj Mishra (* 1969)
Robert Misik (* 1966)
Frédéric Mistral (1830–1914)
Gabriela Mistral (1889–1957)
Adrian Mitchell (1932–2008)
David Mitchell (* 1969)
Margaret Mitchell (1900–1949)
Silas Weir Mitchell (1829–1914)
Anna Mitgutsch (* 1948)
Alexander Mitscherlich (1908–1982)
Margarete Mitscherlich (1917–2012)
Melitta Mitscherlich (1906–1992)
Thomas Mitscherlich (1942–1998)
Werner Mittenzwei (1927–2014)
Henri Mitterand (1928–2021)
Frédéric Mitterrand (1947–2024)

## Mo
Mo Yan (* 1955)
Patrick Modiano (* 1945)
Klaus Modick (* 1951)
Walter Moers (* 1957)
Bärbel Mohr (1964–2010)
Lutz Mohr (* 1944)
Eva Moldenhauer (1934–2019)
Molière (1622–1673)
Virginia Ramey Mollenkott (1932–2020)
Balduin Möllhausen (1825–1905)
Ferenc Molnár (1878–1952)
Michael Molsner (* 1939)
Jürgen Moltmann (1926–2024)
Elisabeth Moltmann-Wendel (1926–2016)
Navarre Scott Momaday (1934–2024)
Hans Mommsen (1930–2015)
Margareta Mommsen (* 1938)
Theodor Mommsen (1817–1903)
Wilhelm Mommsen (1892–1966)
Wolfgang J. Mommsen (1930–2004)
Paul Monette (1945–1995)
Libuše Moníková (1945–1998)
Horst Mönnich (1918–2014)
Carlos Monsiváis (1938–2010)
Michel de Montaigne (1533–1592)
Eugenio Montale (1896–1981)
Eugenio Montejo (1938–2008)
Charles de Seconsat Montesquieu (1689–1755)
James Montgomery (1771–1854)
Henry de Montherlant (1895–1972)
Jeanne Montoupet
William Vaughn Moody (1869–1910)
Moon Chung-hee (* 1947)
Brian Moore (1921–1999)
Edward Moore (1712–1757)
Henry Moore (1745–1833)
Marianne Moore (1887–1972)
Michael Moore (* 1954)
Patrick Moore (1923–2012)
Susanna Moore (* 1946)
Thomas Moore (1779–1852)
Johanna Moosdorf (1911–2000)
Terézia Mora (* 1971)
Dom Moraes (1938–2004)
Elsa Morante (1912–1985)
Alberto Moravia (1907–1990)
Charles Langbridge Morgan (1894–1958)
Edmund S. Morgan (1916–2013)
Elaine Morgan (1920–2013)
Marlo Morgan (* 1937)
Christian Morgenstern (1871–1914)
Danny Morgenstern (* 1979)
Fritz Morgenthaler (1919–1984)
Irmtraud Morgner (1933–1990)
Mori Sumio (1919–2010)
Eduard Mörike (1804–1875)
Edgar Morin (* 1921)
Karl Philipp Moritz (1756–1793)
Rainer Moritz (* 1958)
David Morrell (* 1943)
Jan Morris (1926–2020)
William Morris (1834–1896)
Danny Morrison (* 1953)
Toni Morrison (1931–2019)
Guido Morselli (1912–1973)
Bodo Morshäuser (* 1953)
John Mortimer (1923–2009)
Thomas Morus (1478–1535)
Fanny Morweiser (1940–2014)
Peter Morwood (1956–2025)
Johann Michael Moscherosch (1601–1669)
Serge Moscovici (1925–2014)
Martin Mosebach (* 1951)
Justus Möser (1720–1794)
Tilmann Moser (1938–2024)
Howard Moss (1922–1987)
George L. Mosse (1918–1999)
Walter Mossmann (1941–2015)
Andrew Motion (* 1952)
Evangelos A. Moutsopoulos (1930–2021)

## Mr
Sławomir Mrożek (1930–2013)

## Mu
Werner Muensterberger (1913–2011)
Caroline Muhr (1925–1978)
Erich Mühsam (1878–1934)
Christa Mulack (1943–2021)
Wolfheinrich von der Mülbe (1879–1965)
Paul Muldoon (* 1951)
Harry Mulisch (1927–2010)
André Müller (1946–2011)
Artur Müller (1909–1987)
Charles Muller (1909–2015)
Corinna Müller (* 1966)
Heiner Müller (1929–1995)
Herta Müller (* 1953)
Wilhelm Müller (1794–1827)
Mirjam Müntefering (* 1969)
Erich Mulzer (1929–2005)
Uğur Mumcu (1942–1993)
Lewis Mumford (1895–1990)
Amélie Mummendey (1944–2018)
Börries Freiherr von Münchhausen (1874–1945)
Murathan Mungan (* 1955)
Jens Emil Mungard (1885–1940)
Alice Munro (1931–2024)
Hector Hugh Munro (d. i. Saki; 1870–1916)
Axel Munthe (1857–1949)
Haruki Murakami (* 1949)
Luís Murat (1861–1929), BR
Iris Murdoch (1919–1999)
Douglas Murray (* 1979)
Karl August Musäus (1735–1787)
Adolf Muschg (* 1934)
Walter Muschg (1898–1965)
Robert Musil (1880–1942)
Franz Mußner (1916–2016)
Florentine Mütherich (1915–2015)
Álvaro Mutis (1923–2013)
Adolf Mützelburg (1831–1882)

## My
Eileen Myles (* 1949)
Hubertus Mynarek (1929–2024)
Jan Myrdal (1927–2020)